# Rainbow/breath〜想いの容量〜
「Rainbow/breath〜想いの容量〜」（レインボー/ブレス〜おもいのようりょう〜）はSoweluの3枚目のシングル。2003年2月26日発売。

## 収録曲
1. Rainbow
  - 作詞：Sowelu、Adya／作曲：櫻井真一／編曲：URU
  - フジテレビ系テレビドラマ『熱烈的中華飯店』主題歌
2. breath〜想いの容量〜
  - 作詞・作曲：H（eichi）／編曲：柿崎洋一郎
  - JFN「ECOLOMUSICキャンペーン」タイアップソング
3. Rainbow（chinese flavor mix）
4. Rainbow（less vocal）
5. breath〜想いの容量〜（less vocal）

## 収録アルバム
| 曲名               | アルバム                      | 発売日        |
| ------------------ | ----------------------------- | ------------- |
| Rainbow            | 『Geofu』                     | 2003年6月25日 |
| Rainbow            | 『Sowelu THE BEST 2002-2009』 | 2009年3月18日 |
| breath〜想いの容量 | 『Geofu』                     | 2003年6月25日 |
| breath〜想いの容量 | 『Sowelu THE BEST 2002-2009』 | 2009年3月18日 |